# Starrcade 1989
Starrcade '89 è stata la settima edizione dell'evento annuale Starrcade, show in pay-per-view prodotto sotto l'insegna della National Wrestling Alliance. Fu la seconda edizione di Starrcade ad essere organizzata dalla World Championship Wrestling. Si svolse il 13 dicembre 1989 al The Omni di Atlanta, Georgia.
Gli eventi principali furono i tornei "Iron Man" e "Iron Team". I partecipanti furono Sting, Lex Luger, Ric Flair e The Great Muta per il torneo Iron Man, e Doom, Steiner Brothers, Road Warriors, e The New Wild Samoans (sostituti dei The Skyscrapers a causa di un infortunio di Sid Vicious) per il torneo Iron Team. Questo evento fu diverso dagli altri eventi Starrcade perché presentò solo i due tornei, vi partecipò solo una piccola parte dei tanti wrestler della compagnia, e non ebbe match titolati. L'evento portò avanti il feud tra Sting e Flair dopo una loro breve alleanza come membri dei Four Horsemen.

## Risultati
| N. | Risultati                                                                                   | Stipulazioni   | Durata |
| -- | ------------------------------------------------------------------------------------------- | -------------- | ------ |
| 1  | The Steiner Brothers sconfiggono i Doom (con Woman e Nitron) per conteggio fuori dal ring   | Tag team match | 12:24  |
| 2  | Lex Luger sconfigge Sting                                                                   | Single match   | 11:31  |
| 3  | The Road Warriors (con Paul Ellering) sconfiggono i Doom (con Woman e Nitron)               | Tag team match | 08:31  |
| 4  | Ric Flair (con Ole e Arn Anderson) sconfigge The Great Muta (con Gary Hart)                 | Single match   | 01:55  |
| 5  | The Steiner Brothers sconfiggono i Road Warriors (con Paul Ellering)                        | Tag team match | 07:27  |
| 6  | Sting sconfigge The Great Muta (con Gary Hart)                                              | Singles match  | 08:41  |
| 7  | The New Wild Samoans (con The Big Kahuna) sconfiggono i Doom (con Woman e Nitron)           | Tag team match | 08:22  |
| 8  | Lex Luger contro Ric Flair finisce in pareggio per raggiunto limite di tempo.               | Single match   | 17:15  |
| 9  | The New Wild Samoans (con The Big Kahuna) sconfiggono The Steiner Brothers per squalifica   | Tag team match | 14:05  |
| 10 | Lex Luger sconfigge The Great Muta (con Gary Hart) per squalifica                           | Single match   | 4:15   |
| 11 | The Road Warriors (con Paul Ellering) sconfiggono The New Wild Samoans (con The Big Kahuna) | Tag team match | 05:18  |
| 12 | Sting sconfigge Ric Flair                                                                   | Single match   | 14:30  |

### Tornei
Il torneo Iron Man e quello Iron Team erano costituiti da gironi e comprendevano 4 wrestler per il torneo individuale, e 4 tag team per il torneo a squadre. Il sistema per il punteggio prevedeva: 20 punti per lo schienamento o per la vittoria per sottomissione, 15 per la vittoria per conteggio fuori dal ring, 10 per la vittoria per squalifica, 5 per il pareggio per tempo massimo raggiunto, e 0 per la sconfitta.

#### Torneo Iron Man
|                | Sting | Luger | Flair | Muta | Totale |
| -------------- | ----- | ----- | ----- | ---- | ------ |
| Sting          | *     | 0     | 20    | 20   | 40     |
| Lex Luger      | 20    | *     | 5     | 10   | 35     |
| Ric Flair      | 0     | 5     | *     | 20   | 25     |
| The Great Muta | 0     | 0     | 0     | *    | 0      |

#### Torneo Iron Team
|                      | Warriors | Steiners | Samoans | Doom | Totale |
| -------------------- | -------- | -------- | ------- | ---- | ------ |
| The Road Warriors    | *        | 0        | 20      | 20   | 40     |
| The Steiner Brothers | 20       | *        | 0       | 15   | 35     |
| The New Wild Samoans | 0        | 10       | *       | 20   | 30     |
| Doom                 | 0        | 0        | 0       | *    | 0      |